# Riksdagsvalget i Sverige 1970
Riksdagsvalget i Sverige 1970 til Sveriges rigsdag blev afholdt den 20. september 1970.

## Valgresultat
| Parti                 | Parti                        | Partiledere           | Stemmer            | Stemmer | Stemmer | Mandatfordeling | Mandatfordeling |
| Parti                 | Parti                        | Partiledere           | Antal              | %       | +− %    | Antal           | +−              |
| --------------------- | ---------------------------- | --------------------- | ------------------ | ------- | ------- | --------------- | --------------- |
|                       | Socialdemokraterna           | Olof Palme            | 2 256 581          | 45,34   | −4,8    | 163             | —               |
|                       | Centerpartiet                | Gunnar Hedlund        | 990 921            | 19,91   | +4,2    | 71              | —               |
|                       | Folkpartiet                  | Gunnar Helén          | 806 893            | 16,21   | +1,9    | 58              | —               |
|                       | Moderata samlingspartiet     | Yngve Holmberg        | 573 811            | 11,53   | −1,4    | 41              | —               |
|                       | Vänsterpartiet kommunisterna | C.-H. Hermansson      | 236 653            | 4,75    | +1,8    | 17              | —               |
|                       | Kristen demokratisk samling  | Birger Ekstedt        | 89 770             | 1,80    | +0,3    | 0               | —               |
|                       | KFML                         | Bo Gustafsson         | 21 232             | 0,43    | +0,4    | 0               | —               |
|                       | Øvrige partier               | —                     | 1 475              | 0,03    | —       | —               | —               |
| Antal gyldige stemmer | Antal gyldige stemmer        | Antal gyldige stemmer | 4 977 336          | 100,00  |         | 350             |                 |
| Ugyldige stemmer      | Ugyldige stemmer             | Ugyldige stemmer      | 6 871              |         |         |                 |                 |
| Totalt                | Totalt                       | Totalt                | 4 984 207 (88,3 %) |         |         |                 |                 |